# 샤니 데이비스

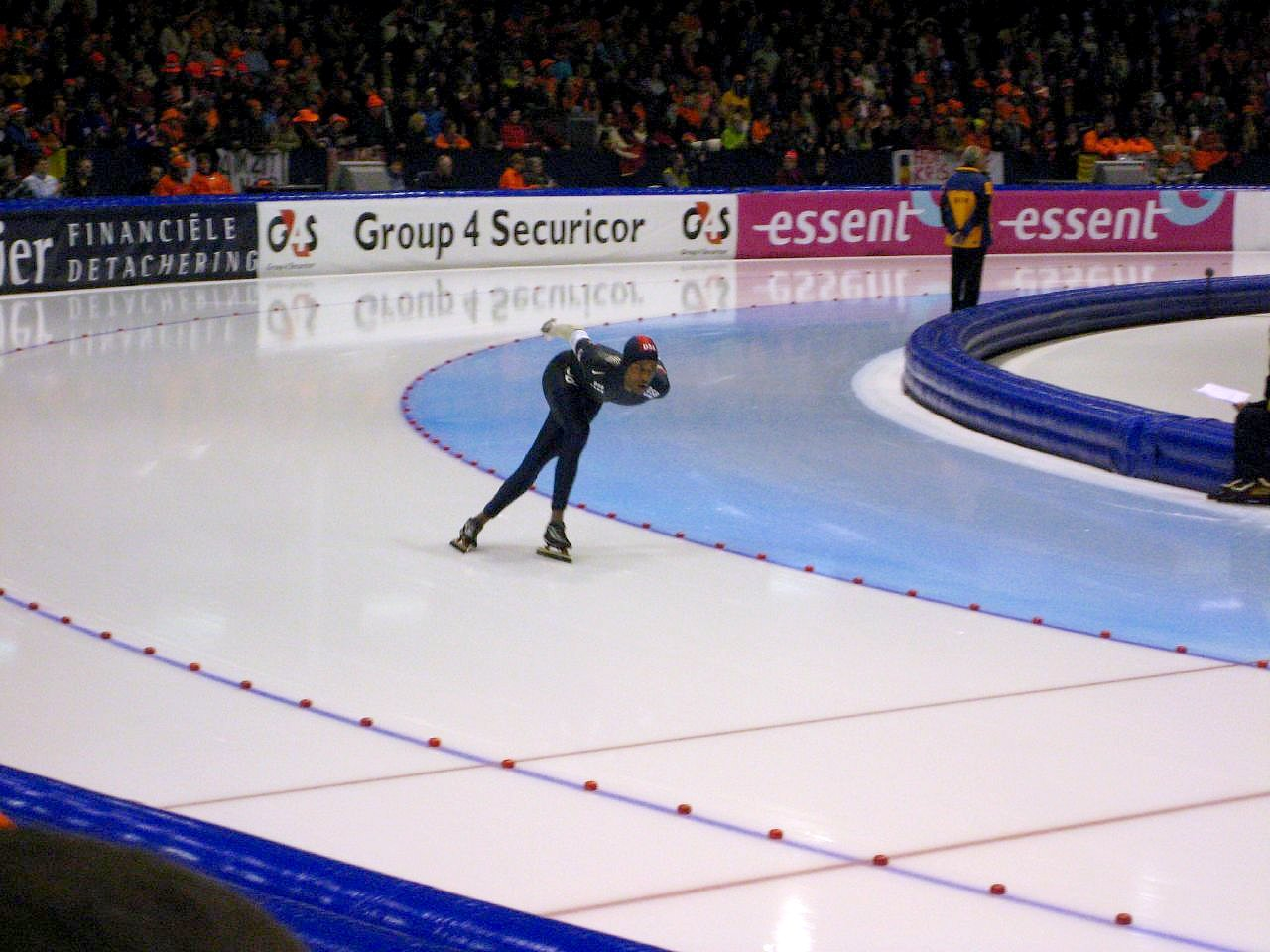
샤니 데이비스 경기 모습

샤니 데이비스(Shani Davis, 1982년 8월 13일~)는 미국의 스피드스케이팅 선수이다.
롱트랙과 쇼트트랙을 병행하며 양쪽 경기에 모두 참가하고 있다. 시카고 출신이며, 어린 시절부터 두각을 나타내어 롱트랙과 쇼트트랙의 주니어 대표로 뽑혔다. 2002년 동계 올림픽에는 쇼트트랙에 출전했으며 팀 동료 아폴로 앤턴 오노와 함께 쇼트트랙 유망주였으나, 메달을 따지는 못했다. 그 후 롱 트랙(스피드 스케이팅)에 집중하여 2004년 대한민국 서울에서 열린 세계 종목별 선수권 대회 1500m에서 금메달을 따며 세계 정상에 올랐다. 또 그 해 세계 종합 선수권 대회에서 2위에 올랐다. 2005년에는 1500m에서 세계 신기록을 세우고, 세계 종합 선수권에서 우승하는 등 계속 좋은 성적을 냈다. 2006년 동계 올림픽 쇼트트랙 대표 선발전에서는 탈락했으며, 롱 트랙에서는 좋은 기록으로 대표로 뽑혔다. 토리노 동계 올림픽에서 단체 추발에는 참가하지 않았으나, 1000m에서 금메달, 1500m에서 은메달을 획득했다. 이로써 그는 흑인 선수로는 처음으로 동계 올림픽 개인 종목에서 금메달리스트가 되었다. 2006년~2007년 시즌에는 계속 쇼트트랙 경기에 참가하는 한편, 롱 트랙에서는 세계 종목별 선수권에서 1000m와 1500m에서 금메달을 땄다. 2008년~2009년 시즌에도 그의 활약은 계속되어, 세계 스프린트 선수권 대회에서 우승했으며, 1000m와 1500m 종목에서 세계 신기록을 세웠다. 2010년 동계 올림픽에서는 1000m에서 금메달리스트가 되었다.
롱 트랙과 쇼트트랙에서 모두 활약하는 드문 선수이며, 롱 트랙에서는 현재 단거리와 장거리 모두에서 고루 좋은 성적을 내고 있는 점도 드문 경우이다.